# Église Saint-Pierre de Galey
Pour les articles homonymes, voir Église Saint-Pierre.
L'église Saint-Pierre de Galey est une église romane située à Galey, en France.

## Localisation
L'église est située dans le département français de l'Ariège, sur la commune de Galey, dans le Castillonnais.

## Historique
Une horloge de clocher rare datant de la fin du XVIIIe siècle a été restaurée par Howard Bradley et remise en état de marche le 5 septembre 2015.
L'édifice est inscrit au titre des monuments historiques en 1996.

## Description
La tour de l'église prend son élan sur une base en pavé, puis un clocher octogonal à deux étages, chacun comportant 8 arcades (une par face) prend la relève et l'édifice se termine par une flèche en ardoise.
On peut remarquer du côté de la face où est placée le cadran de l'horloge, la cloche qui sert de timbre pour les heures. La chambre des cloches n'en comporte que trois, sonnant à la volée et au tintement. La plus grosse donne le mi3, la moyenne donne un la3 et la plus petite donne un si3.

## Conservation du patrimoine
L'association Galey Patrimoine veille sur le patrimoine architectural et mobilier de la commune et mobilise des moyens pour son entretien. Une aide de 15 000 € par la Fondation pour la sauvegarde de l’art français en 2008, a permis la réfection de la couverture de l’église, avec des ardoises à pureaux dégressifs, cloutées, provenant des Pyrénées.

## Galerie

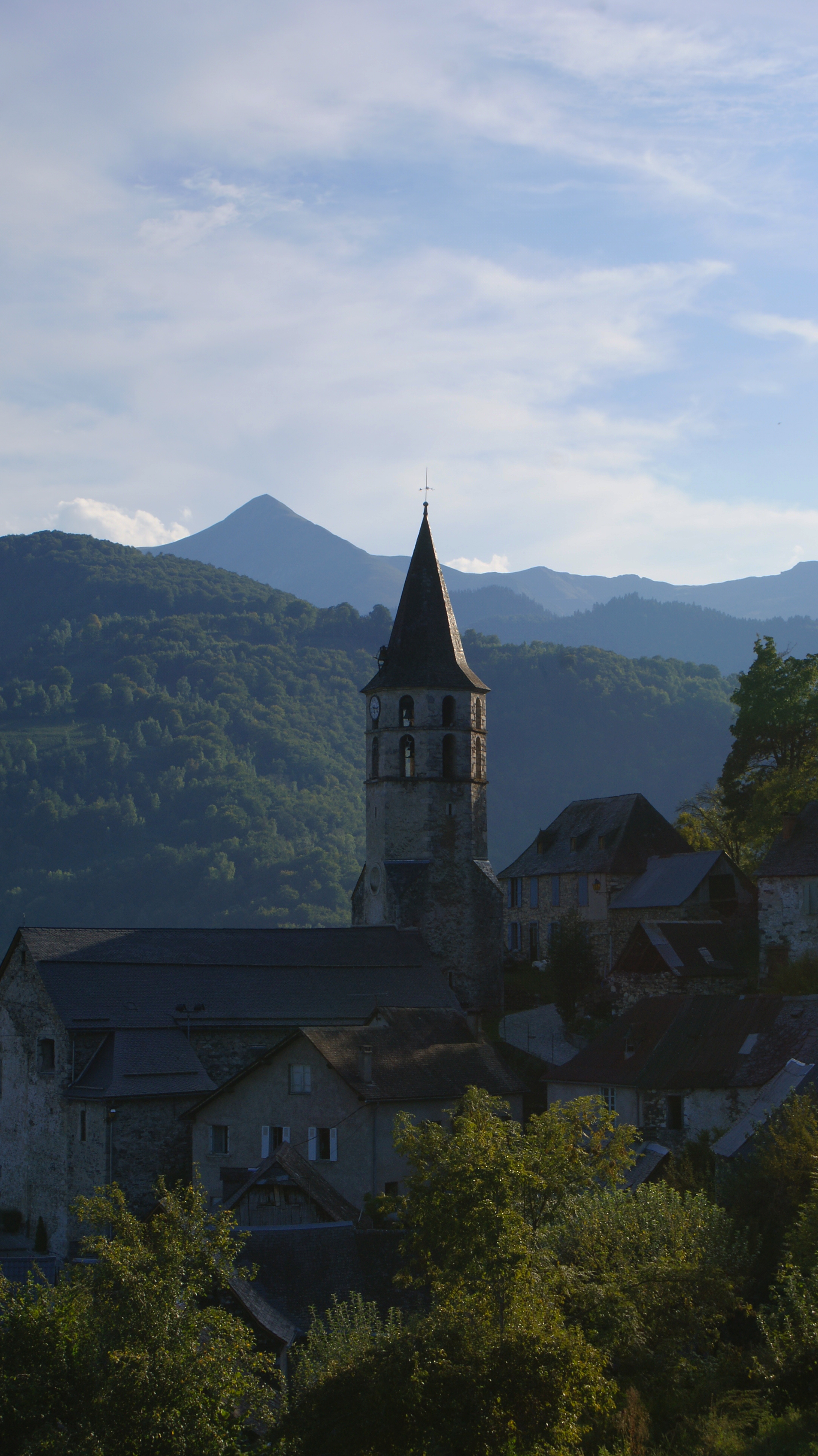
L'église Saint-Pierre. Au second plan, le pic de la Calabasse.